# Хороша (село)
Хоро́ша — село в Україні, у Липовецькій міській громаді
Вінницького району, Вінницької області. Населення за даними перепису 2001 року становило 310 осіб.

## Історія
Село засноване у 1788 році графом і поміщиком Л. Струтинським. 
На честь цієї події пам’ятної події у селі встановлено пам'ятний знак.
12 червня 2020 року, розпорядженням Кабінету Міністрів України № 707-р «Про визначення адміністративних центрів та затвердження територій територіальних громад Вінницької області», увійшло в Липовецьку міську громаду.
17 липня 2020 року, в результаті адміністративно-територіальної реформи та ліквідації Липовецького району, село увійшло до складу Вінницького району.

## Населення

### Мова
Розподіл населення за рідною мовою за даними :
| Мова            | Кількість | Відсоток |
| --------------- | --------- | -------- |
| українська      | 306       | 98.71%   |
| російська       | 2         | 0.65%    |
| білоруська      | 1         | 0.32%    |
| інші/не вказали | 1         | 0.32%    |
| Усього          | 310       | 100%     |

## Відомі люди
У Хороші народився Володимир Дмитрук — український історик, краєзнавець, відповідальний секретар Національної спілки краєзнавців України.

## Галерея

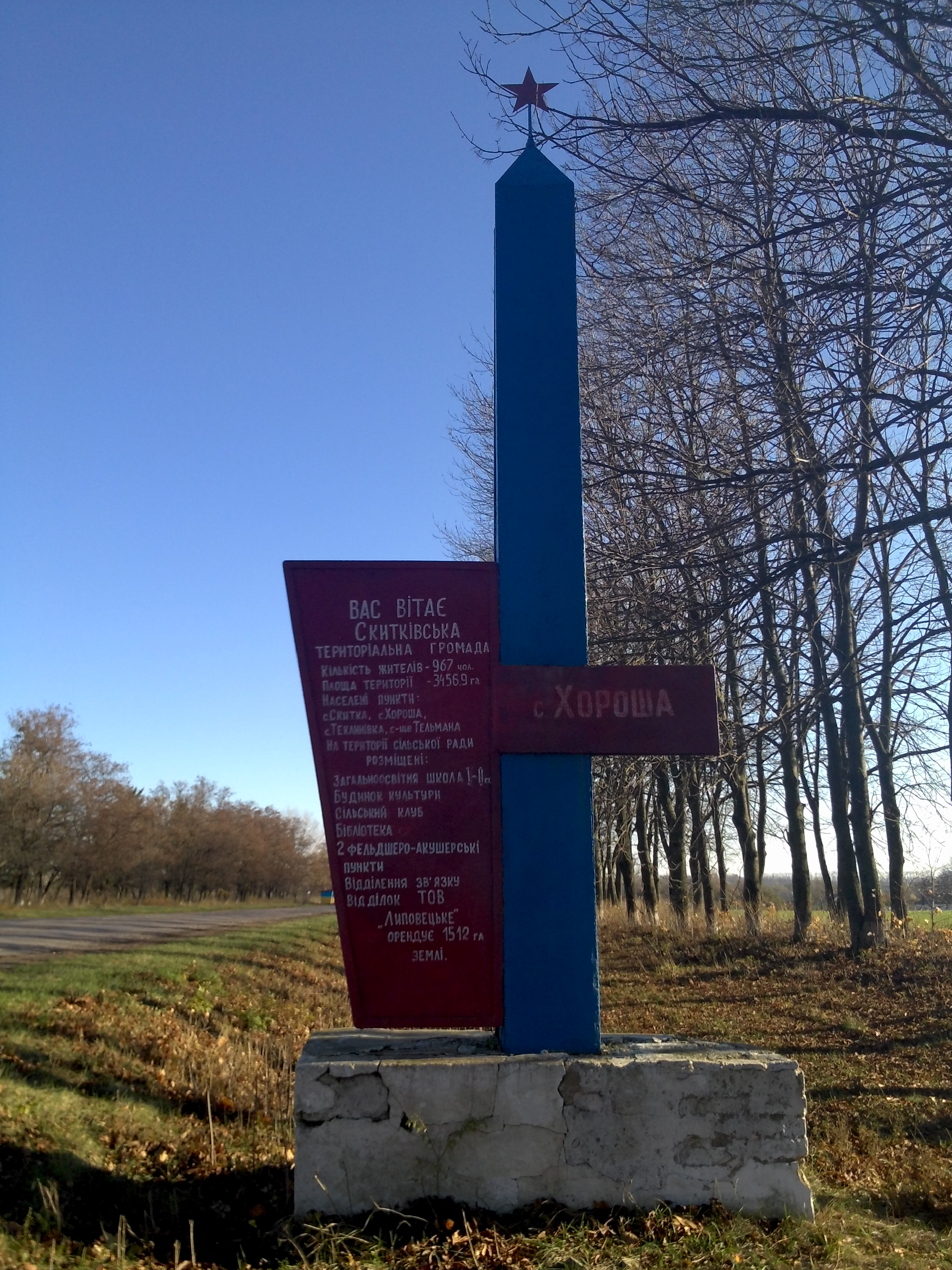
Знак при в'їзді до села
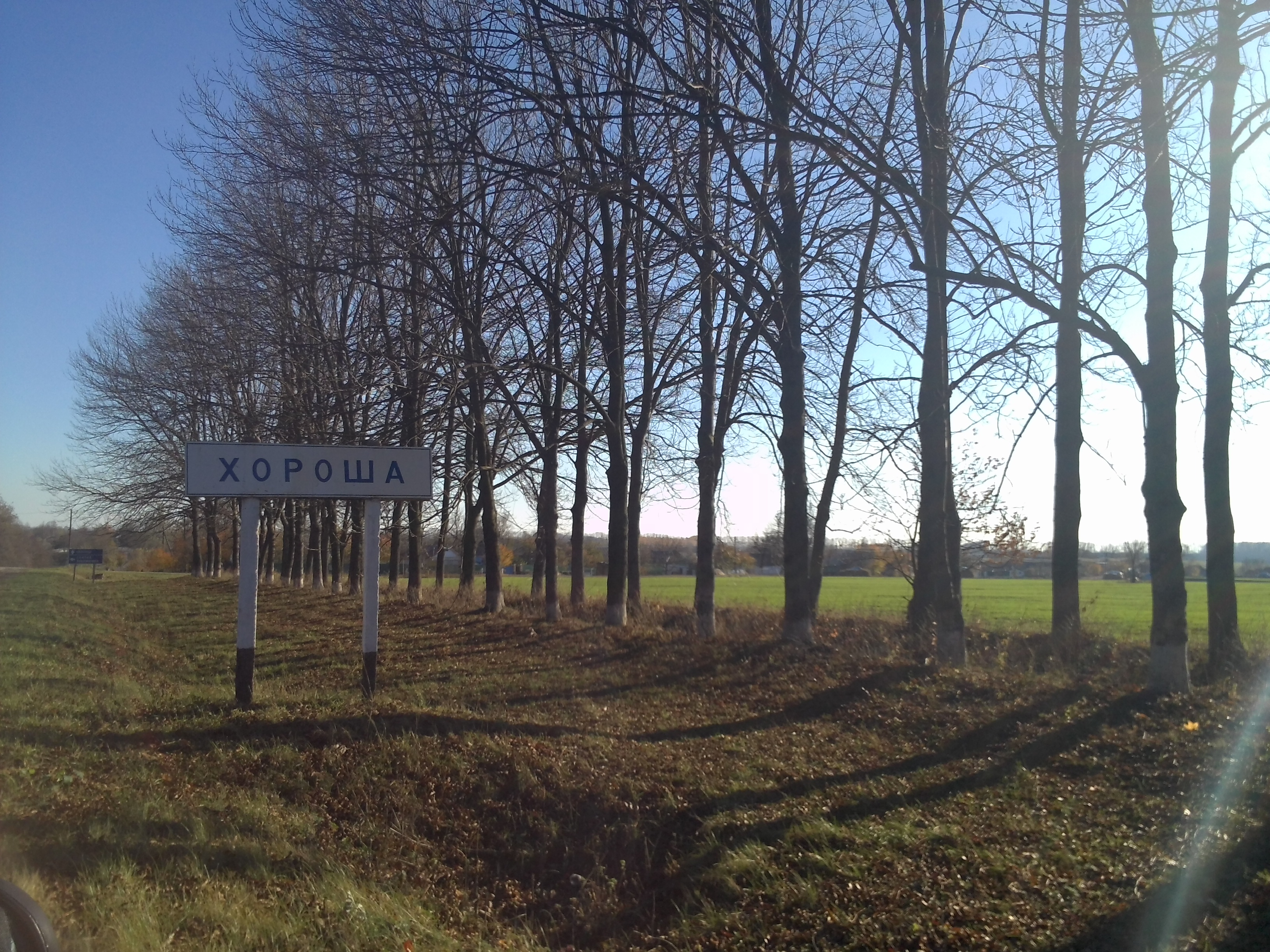
В'їзний знак
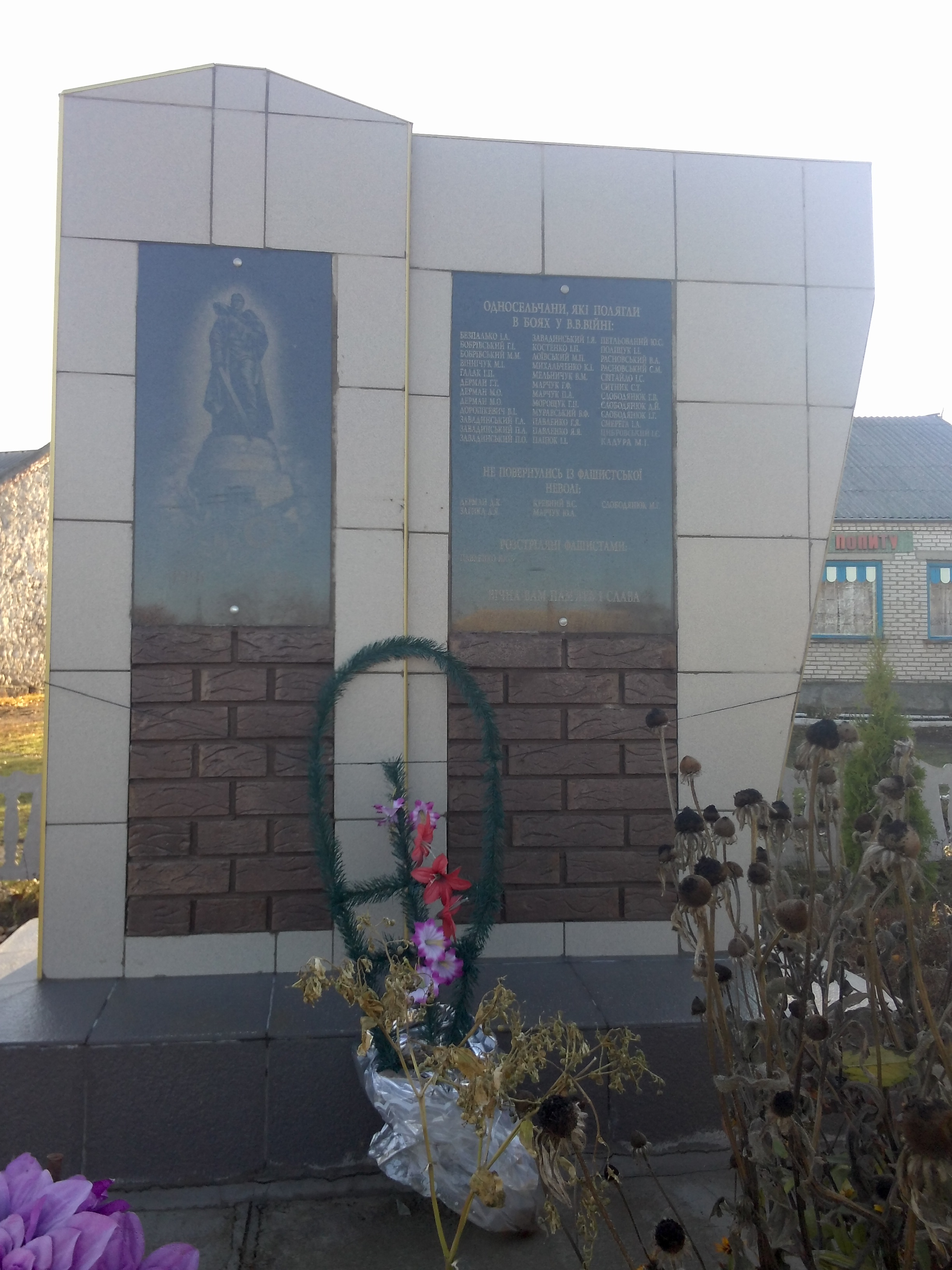
Пам'ятник односельчанам, що загинули в роки Великої Вітчизняної війни
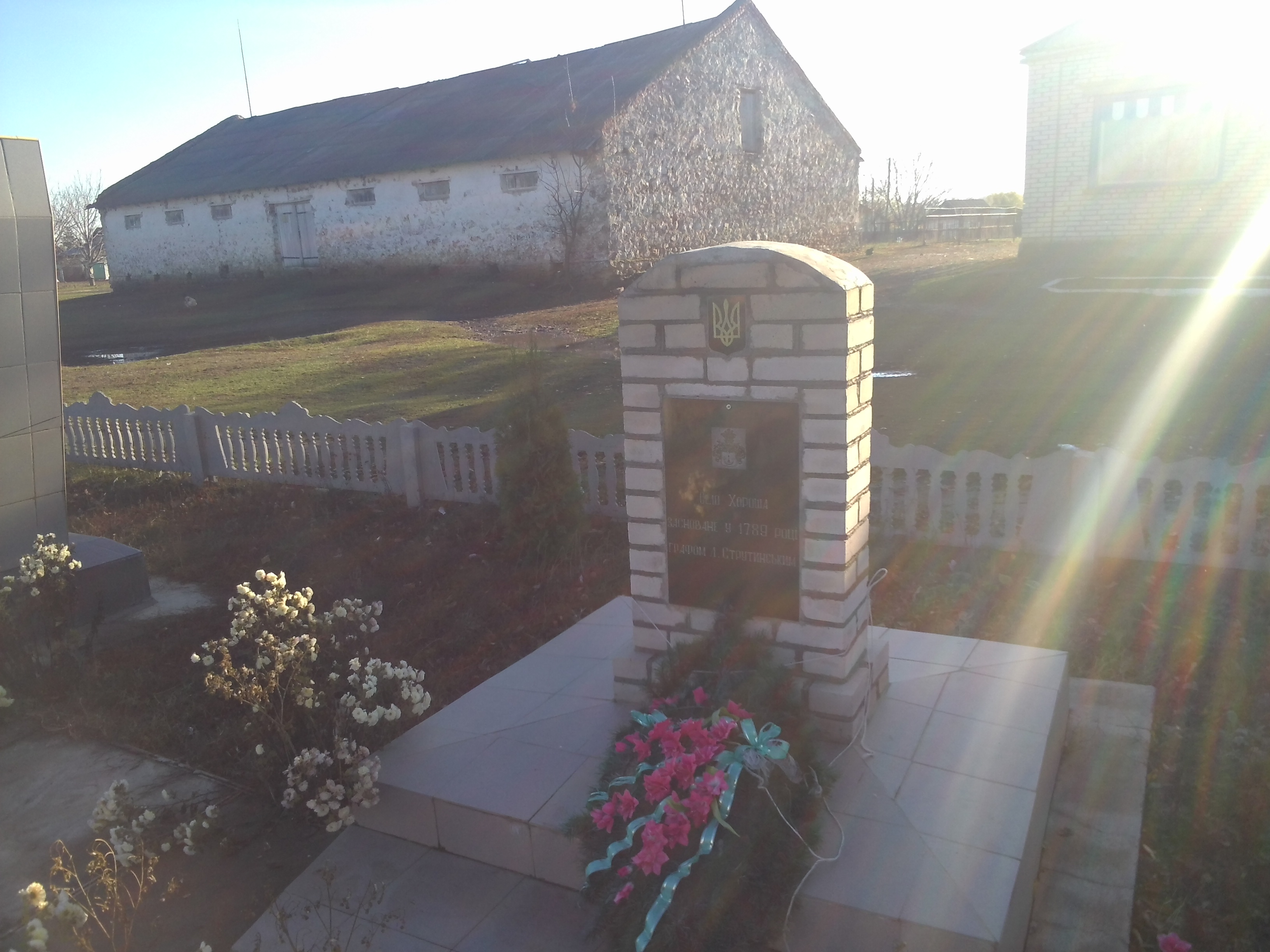
Пам'ятний знак про заснування села
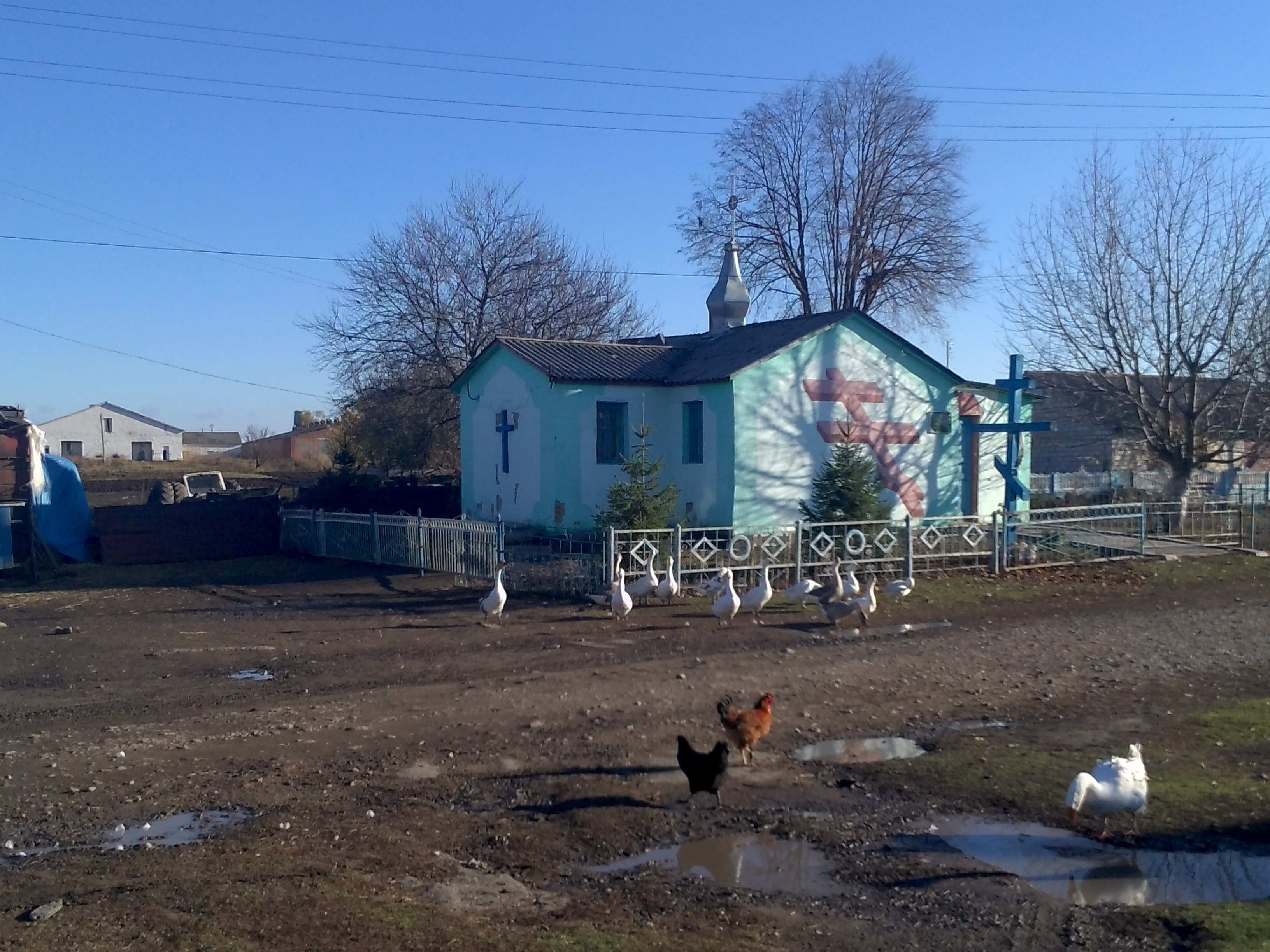
Церква

.